# Estrigolactona

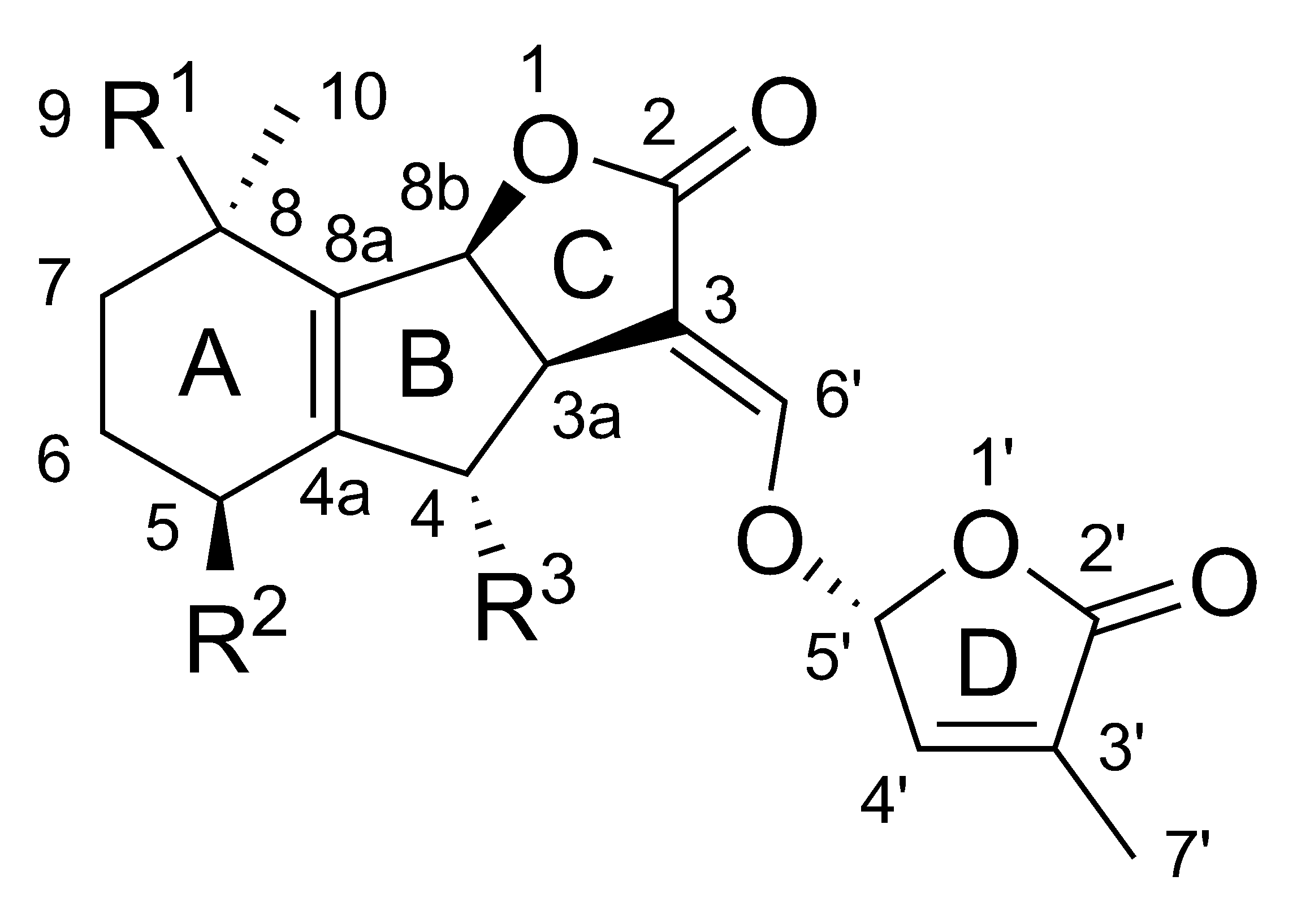
Estructura química general de una estrigolactona.

En Botánica, las Estrigolactonas son fitohormonas que se hallan implicadas en la inhibición de la ramificación de los brotes. Derivan a partir de compuestos carotenoides, activan la germinación de semillas de plantas parásitas y estimulan la simbiosis con micorrizas. Poseen un enlace éter muy lábil el cual puede ser fácilmente hidrolizado en la rizosfera.

## Estructura química
Las estrigolactonas son lactonas terpenoides que derivan de los carotenoides.
| Chemical structure and numbering of (+)-strigol | Chemical structure and numbering of strigyl acetate |
| (+)-Strigol                                     | (+)-Strigyl acetate                                 |

| Chemical structure and numbering of orobanchol | Chemical structure and numbering of orobanchyl acetate |
| (+)-Orobanchol                                 | (+)-Orobanchyl acetate                                 |

| Chemical structure and numbering of 5-deoxystrigol | Chemical structure and numbering of sorgolactone | Chemical structure and numbering of alectrol |
| (+)-5-Desoxistrigol                                | Sorgolactona                                     | Alectrol                                     |